# Список глав Рыбинска
Список глав города Рыбинска. В 1946—1957 годах он назывался Щербаков, в 1984—1989 — Андропов.

## Городские головы(1787—1918)
- Тюменев, Михаил Афанасьевич Большой (1787—1789)
- Ильинский, Иван Васильевич (1790—1792)
- Попов, Семён Тимофеевич (1799—1801)
- Попов, Лаврентий Алексеевич (1802—1812)
- Ильинский, Андрей Иванович (1813—1816)
- Меньшаков, Иван Ильич Большой (1816—1818)
- Попов, Лаврентий Алексеевич (1818—1821)
- Тюменев, Фёдор Ильич (1821—1824)
- Журавлёв, Михаил Иванович (1824—1826)
- Тюменев, Фёдор Ильич (1827—1830)
- Журавлёв, Михаил Иванович (1830—1832)
- Тюменев, Фёдор Ильич (1833—1838)
- Переславцев, Пётр Александрович (1839—1841)
- Иконников, Михаил Алексеевич (1842—1844)
- Переславцев, Пётр Александрович (1845—1847)
- Куликов, Иван Александрович (1848—1852)
- Миклютин, Андрей Иванович (1852—1854)
- Щербаков, Павел Абрамович (1854—1856)
- Григорьевский, Михаил Александрович (1857—1860)
- Щербаков, Павел Абрамович (1860—1862)
- Григорьевский, Михаил Александрович (1863—1865)
- Григорьевский, Николай Александрович (1866)
- Сыроежин, Василий Михайлович (1866—1871)
- Живущев, Николай Дмитриевич (1871—1878)
- Мыркин, Иван Филиппович (1878—1879)
- Лытиков, Константин Никитич (1879—1898)
- Расторгуев, Константин Иванович (1898 — март 1917)
- Девяткин, Василий Гаврилович, и. о. (март — май 1917)
- Литвиненко, Иван Силыч, и. о. (май — август 1917)
- Михайлов, Михаил Яковлевич (август 1917 — март 1918)

## Председатели исполкома городскогоСовета(1918—1991)
- Белов, Павел Александрович (март — май 1918)
- Жолобов, Василий Константинович (май — август 1918)
- Московский, Николай Игнатьевич (август 1918 — февраль 1919)
- Танцура, Афанасий Тихонович (март — август 1919)
- Бухарин, Константин Иванович (август — сентябрь 1919)
- Тюков, Павел Александрович (октябрь 1919 — май 1920)
- Бухарин, Константин Иванович (май 1920—1923)
- Гаврилов (декабрь 1923 — март 1924)
- Веппер (1924)
- Калинин, Николай Александрович (1925—1926)
- Заржицкий, Григорий Григорьевич (февраль — июнь 1927)
- Антонов, Владимир Моисеевич (1929—1930)
- Осетров (январь — май 1931)
- Шальнов, Михаил Иванович (июнь 1931 — январь 1933)
- Дратвин, Александр Иванович (февраль — ноябрь 1933)
- Егоров (январь — июнь 1934)
- Воронцов (июль — декабрь 1934)
- Кубасов, Сергей Гаврилович (декабрь 1934 — июль 1937)
- Мочёнов (июль 1937—1938)
- Григорьев, Павел Ильич (1938 — июль 1941)
- Галдеев, Сергей Осипович (июль — ноябрь 1941)
- Иванов, Мартемьян Герасимович (декабрь 1941 — август 1942)
- Березин, Николай Александрович (октябрь 1942 — апрель 1943)
- Пышкин, Владимир Фёдорович (июль 1943 — февраль 1945)
- Козырев, Пётр Яковлевич (март 1945 — июнь 1948)
- Виноградов, Михаил Васильевич (июнь 1948 — январь 1954)
- Зезин, Леонид Сергеевич (январь — июль 1954)
- Осипов, Владимир Михайлович (июль 1954 — июль 1957)
- Семёнов, Михаил Павлович (июль 1957 — июль 1960)
- Лузин, Владимир Николаевич (июль 1960 — январь 1963)
- Подольский, Александр Андреевич (январь — март 1963)
- Яковлев, Вадим Сергеевич (март 1963—1965)
- Уров, Анатолий Павлович (1965—1979)
- Колодников, Виктор Алексеевич (1979 — декабрь 1986)
- Шевелин, Юрий Иванович (декабрь 1986 — март 1988)
- Рубцов, Валерий Александрович (март 1988 — май 1990)
- Лисицын, Анатолий Иванович (май 1990 — декабрь 1991)

## Первые секретари городского комитетаВКП(б)/КПСС
- 1937—1938 Егоров, Александр Николаевич
- 1965—1975 Яковлев, Вадим Сергеевич
- 1975—1979 Зараменский, Игорь Афанасьевич
- 1979—1985 Уров, Анатолий Павлович
- 1986—1988 Шевелин, Юрий Иванович

## Главы города(с 1991)
- Мелехин, Валентин Борисович (декабрь 1991 — март 1994)
- Рубцов, Валерий Александрович (март 1994 — апрель 2000)
- Степанов, Борис Михайлович (апрель 2000 — март 2004)
- Сдвижков, Евгений Николаевич (март 2004 — октябрь 2007, формально июль 2009)
- Антропов, Андрей Константинович, и. о. (октябрь 2007 — февраль 2008)
- Хмелёв, Владимир Юрьевич, и. о. (20 февраля 2008 — 16 ноября 2009)
- Ласточкин, Юрий Васильевич (16 ноября 2009 — 12 ноября 2013, формально 2015)
- Можейко, Леонид Чеславович и.о. (28 октября 2013 —  8 декабря 2015)[источник не указан 1913 дней]
- Добряков, Денис Валерьевич (25 марта 2016 — 20 января 2022)
- Рудаков, Дмитрий Станиславович, и.о. ( с 22 марта 2022; с 23 мая 2022 года — глава города)